# Netomocera
Netomocera is een geslacht van vliesvleugeligen uit de familie Pteromalidae. De wetenschappelijke naam van dit geslacht is voor het eerst geldig gepubliceerd in 1954 door Boucek.

## Soorten
Het geslacht Netomocera omvat de volgende soorten:
- Netomocera africana Hedqvist, 1971
- Netomocera alboscapus Hedqvist, 1971
- Netomocera nearctica Yoshimoto, 1977
- Netomocera nigra Sureshan & Narendran, 1990
- Netomocera ramakrishnai Sureshan, 2010
- Netomocera rufa Hedqvist, 1971
- Netomocera sedlaceki Boucek, 1988
- Netomocera setifera Boucek, 1954